# Klassenmarkt
Der Klassenmarkt ist ein Markt, auf dem Produkte oder Dienstleistungen exklusiv für bestimmte Zielgruppen angeboten werden.

## Allgemeines
Der Massenmarkt schuf die Vielfalt der Bedürfnisse und ihrer Deckung, der Klassenmarkt schuf die Vielfalt der Typen. Auf einem Klassenmarkt sind bestimmte Waren bestimmten Bevölkerungsschichten vorbehalten. Erich Potthoff forderte bereits 1955, dass die Produktion für den Klassenmarkt durch die Produktion für den Massenmarkt zu ersetzen sei. Man habe sich darauf eingestellt, dass es lohnender sei, sich nach den Bedürfnissen der breiten Schichten der arbeitenden Bevölkerung zu richten als nach den Wünschen einer kleinen Oberschicht. Deshalb sind heute viele ehemalige Klassenmärkte zu Massenmärkten geworden.

## Betriebswirtschaftliche Aspekte
Eine Einteilung in Klassenmarkt – Massenmarkt beruht auf der Erkenntnis, dass, wie Erich Schneider feststellte, die morphologische Struktur der Anbieter und Nachfrager primär keine Rolle spielt, sondern allein das Marktverhalten der Wirtschaftssubjekte relevant ist. Entscheidend ist das Marktvolumen, wobei ein Klassenmarkt durch die Beschränktheit der Angebotsmenge oder der Beschränkung, die sich ein großer Teil der Nachfrager auferlegt, gekennzeichnet ist. Im Klassenmarkt ist mengenmäßig schnell eine gewisse Marktsättigung erreicht, das Hauptgewicht wird auf eine Verbesserung der Produktqualität gelegt.
Auf dem Klassenmarkt gibt es eine hohe Produktdifferenzierung, weshalb hier eine differenzierte Marktbearbeitungsstrategie vorherrscht:
| Undifferenzierte Marktbearbeitungsstrategie           | Konzentrierte Marktbearbeitungsstrategie            | Differenzierte Marktbearbeitungsstrategie                    |
| ----------------------------------------------------- | --------------------------------------------------- | ------------------------------------------------------------ |
| Massenmarkt einheitliches Angebot für alle Nachfrager | Nischenmarkt spezielles Angebot für eine Zielgruppe | Klassenmarkt spezielle Angebote für verschiedene Zielgruppen |

Typische Beispiele für einen Klassenmarkt sind die Märkte für Luxusgüter oder -dienstleistungen mit Hochpreisstrategie (Delikatessen, Luxushotels, Luxuswohnungen, Schmuck), Oldtimer oder Sportwagen. Nur bestimmte Zielgruppen sind am Angebot interessiert. Ein Beispiel für die Marktsegmentierung der Konfektion in Markttypen ist Prêt-à-porter für den Massenmarkt und Haute Couture für den Klassenmarkt. In der Gastronomie stehen die Schnellrestaurants für den Massenmarkt, Haute Cuisine für den Klassenmarkt.

## Volkswirtschaftliche Aspekte
Die Selektionsfunktion des Marktpreises führt dazu, dass beim hohen Preisniveau überwiegend Nachfrager übrigbleiben, deren Einkommen oder Vermögen durch die Bezahlung nicht nennenswert geschmälert wird. Wichtigste Zielgruppe sind deshalb Einkommens- oder Vermögensmillionäre. Luxusgüter erfüllen diesen ein Luxusbedürfnis. Sie bilden ein Marktsegment, bei dem es ein anderes Konsumverhalten der Verbraucher gibt als beispielsweise bei Billigprodukten. Die Preiselastizität kann hoch bis sehr gering sein, so dass die – zahlungskräftigen – Nachfrager auf Preisänderungen nicht oder kaum reagieren. Für sie sind keine immanenten Sättigungsgrenzen erkennbar. Luxusgüter sind mithin eher konjunkturneutral, so dass die Nachfrage nach ihnen auch in der Rezession kaum abschwächt. Beim Veblen-Effekt steigt die Nachfrage nach Luxusgütern trotz Preiserhöhung sogar weiter an.